# 眾議院 (也門)
众议院（阿拉伯語：مجلس النواب اليمني，Majlis al-Nuwaab）是也门议会的下议院。
2015年，胡塞运动短暂解散众议院，后在聯合國斡旋下，同意恢復众议院。